# Justin Prentice
Pour les articles homonymes, voir Prentice.
Justin Prentice, né le 25 mars 1994 à Nashville dans le Tennessee, est un acteur américain.
Il est surtout connu pour son rôle de Bryce Walker dans la série télévisée américaine, 13 Reasons Why.

## Biographie
Il est le fils de Janette et David Prentice. Il est en couple depuis 2014 avec l'artiste allemande Annika Pampel.

### Carrière
En 2017, il rejoint le casting principal de la série télévisée américaine de Netflix, 13 Reasons Why, dans le rôle de Bryce Walker. La série est produite notamment par Selena Gomez, et diffusée depuis le 31 mars 2017 sur Netflix,,.

## Filmographie

### Cinéma
- 2011 : Terri de Gazelle Jacob : Diverti Jack
- 2012 : Me Again : Colin
- 2015 : Some Kind of Hate : Jim Greens
- 2015 : Sex, Death and Bowling : Rice Adolescent

### Télévision
- 2010 : Esprits criminels : Ryan Krouse
- 2010 : Melissa & Joey : Brett
- 2010 : The Middle
- 2011 : Victorious : Ariel's Dad
- 2011 : ICarly : Brad
- 2011 : Suburgatory : Joey
- 2011-2012 : Winx Club: Enchantix : Andy
- 2012 : Marvin Marvin : Cliff Drill
- 2012-2013 : Malibu Country : Cash Gallagher
- 2013 : La Légende de Korra : Jaya
- 2014 : NCIS : Enquêtes spéciales : Navy Ensign Michael Fox
- 2015 : Glee : Darrell
- 2015 : NCIS : Nouvelle-Orléans : Young Cade
- 2015 : Castle : Scott Powell
- 2015 : The Mindy Project : Eric
- 2015 : Les Experts : Cyber : Carter Harris
- 2015-2016 : iZombie : Brody
- 2016 : Awkward : Patrick
- 2016 : Those Who Can't : Bryce
- 2016 : Preacher : Tyler
- 2017 - 2020 : 13 Reasons Why : Bryce Walker (personnage principal)

## Distinctions
Sauf indication contraire, les informations mentionnées dans cette section peuvent être confirmées par la base de données cinématographiques IMDb,  présente dans la section « Liens externes ».